# RubyGems
RubyGems é um gerenciador de pacotes para a linguagem de programação Ruby que provê um formato padrão para a distribuição de programas Ruby e bibliotecas em um formato auto-suficiente chamado de gem ("jóia", do inglês), uma ferramenta projetada para gerenciar facilmente a instalação de gems, e um servidor para distribui-los. RubyGems foi criado em volta de novembro de 2003 e agora faz parte da biblioteca padrão do Ruby versão 1.9 a diante.